# ترکازالی
ترکازالی (به ایتالیایی: Trecasali) یک منطقهٔ مسکونی در ایتالیا است که در استان پارما واقع شده‌است. ترکازالی ۲۹٫۱ کیلومتر مربع مساحت و ۳٬۴۱۳ نفر جمعیت دارد.